# Jean-Pierre Bachasson de Montalivet

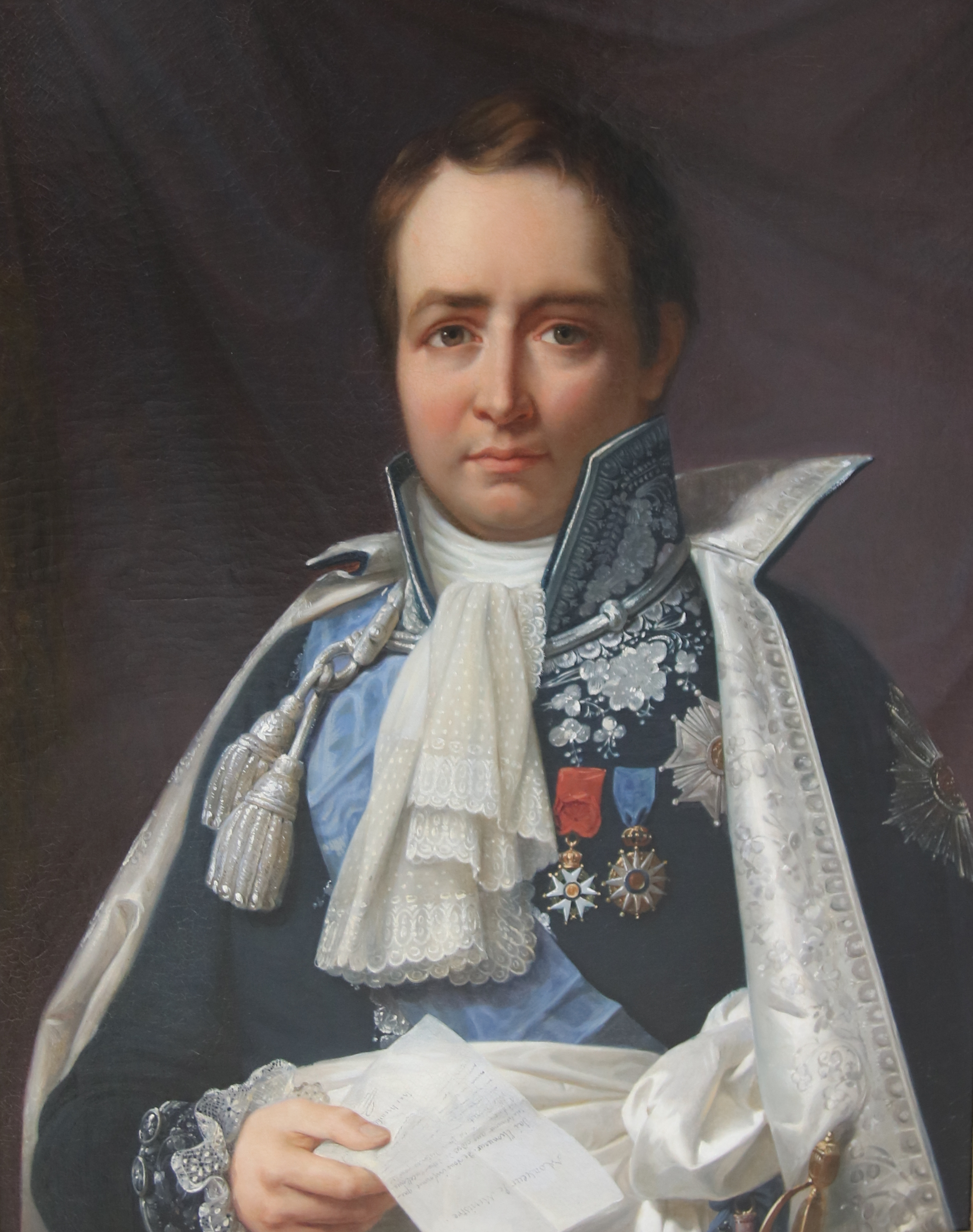
Jean-Pierre Bachasson, comte de Montalivet

Jean-Pierre Bachasson, comte de Montalivet (* 5. Juli 1766 in Neunkirch(en) bei Saargemünd; † 22. Januar 1823 auf dem Château de Lagrange in Saint-Bouize, Département Cher), war ein französischer Staatsmann.

## Leben
Montalivet war ein Sohn des Charles Victor Bachasson de Montalivet, seigneur de Montalivet (1703–1779) und der Marthe Charlotte de Saint-Germain. Er trat früh in den Militärdienst und studierte Rechtswissenschaft. 1785 bis 1790 war er Ratsmitglied im Parlament von Grenoble. Infolge der Zerwürfnisse der Parlamente mit dem Minister Loménie de Brienne zog er sich nach Valence ins Privatleben zurück.
Während der französischen Revolution trat er 1794 in die Armee von Italien ein. Nach Einsetzung des Direktoriums wurde er Maire zu Valence, unter dem französischen Konsulat Präfekt im Département Manche, dann des Departements Seine-et-Oise, 1804 Conseil d’État, 1806 Direktor der Brücken und Chausseen und am 1. Oktober 1809 Innenminister.
Er führte die großartigen Bauten Napoleons I. aus, unter anderen den Arc de Triomphe von Paris und den Palais Brongniart. Während der Herrschaft der Hundert Tage bekam er als Generalintendant (intendant général) die Verwaltung der Krongüter (siehe Secrétaire d’État à la Maison du Roi).
Nach der zweiten Restauration zog er sich aus dem öffentlichen Leben auf sein Landgut Duberri zurück und wurde 1819 zum Pair von Frankreich ernannt.

## Familie
Jean-Pierre Bachasson de Montalivet heiratete am 6. August 1797 in Valence Louise Françoise Adélaide de Saint-Germain (1769–1850), eine Palastdame der Kaiserin Joséphine. Sein Sohn Marthe Camille Bachasson de Montalivet war ebenfalls ein bedeutender Politiker, und mehrmals Innenminister von Frankreich. Ein direkter Nachfahre war der französische Staatspräsident Valéry Giscard d’Estaing.

## Ehrungen
Nach ihm wurden mehrere Straßen in Frankreich benannt sowie die Inselgruppe Montalivet Islands vor der Westaustralischen Küste.